# Chiesa dei Santi Pietro e Paolo (Claino con Osteno)
La chiesa dei Santi Pietro e Paolo è la parrocchiale di Osteno, frazione del comune sparso di Claino con Osteno, in provincia di Como ed arcidiocesi di Milano; fa parte del decanato di Porlezza.

## Storia
L'originaria chiesa di Osteno, sorta nel 1229 e dedicata al solo San Pietro, fu menzionata per la prima volta sul finire del XIII secolo nel Liber Notitiae Sanctorum Mediolani di Goffredo da Bussero, in cui si legge che era filiale della pieve di Porlezza.
Nel XV secolo venne edificata la nuova chiesa, la cui facciata fu realizzata probabilmente da Albertino Comanedi; divenne parrocchiale il 16 maggio 1437 e fu consacrata nel 1567. Nel Seicento l'edificio venne ampliato tramite la realizzazione delle navate laterali, mentre poi nel 1630 fu eretto il campanile.
Dalla relazione della visita pastorale del 1751 dell'arcivescovo Giuseppe Pozzobonelli s'apprende che i fedeli erano 230 e che la parrocchiale, in cui avevano sede le confraternite del Santissimo Sacramento, della Sacra Cintura e della Dottrina Cristiana, aveva come filiali gli oratori di San Rocco in contrada di Righeggia e di Santa Maria a Briellino.
Grazie alla Nota parrocchie Stato di Milano redatta nel 1781 si consce che, al censimento dell'anno precedente, il numero dei fedeli era salito a 241 e che il reddito era di circa 230 lire.
Nel 1895 l'arcivescovo Andrea Carlo Ferrari, compiendo la sua visita pastorale, annotò che il beneficio era pari a 962 lire, che i fedeli erano 380 e che nella parrocchiale, che aveva alle proprie dipendenze l'oratorio di San Rocco a Righeggia, aveva sede la confraternita del Santissimo Sacramento.
Nel 1903 fu posato il nuovo pavimento in cotto della navata, che andò a sostituire quello precedente in pietra; nel 1944 pure il pavimento del presbiterio venne rifatto.

## Descrizione

### Facciata
La facciata della chiesa, che è a capanna, è composta da blocchi di pietra ed è scandita da quattro paraste che la tripartiscono. Nella porzione centrale si apre il portale maggiore, sopra il quale c'è una finestra semicircolare parzialmente oppilata, mentre nelle due laterali sono presenti i portali laterali, che sono timpanati e sormontati da altre due finestrelle semicircolari; inoltre, sotto la linea di gronda vi sono degli archetti pensili in cotto.

### Interno
L'interno dell'edificio è suddiviso da pilastri sorreggenti archi a sesto acuto in tre navate, coperte da volte a crociera e sulle quali s'affacciano tre cappelle per lato; al termine dell'aula si sviluppa il presbiterio a pianta rettangolare.
Opere di pregio qui conservate sono il tabernacolo, costruito nel 1464 da Andrea Bregno, una statua in marmo di Carrara raffigurante Madonna in trono con Gesù Bambino (anch'essa realizzata dal Bregno), un affresco ispirato al Giudizio Universale di Michelangelo Buonarroti, l'affresco ritraente il Martirio dei Santi Apostoli Pietro e Paolo, eseguito da Domenico Quaglio, e un Crocifisso cinquecentesco di scuola tedesca.